# 馬德里 (紐約州)
馬德里（英語：Madrid）是一個位於美國紐約州聖羅倫斯縣的鎮。

## 人口
根據2020年美國人口普查的數據，馬德里的面積為138.78平方千米，當中陸地面積為137.23平方千米，而水域面積為1.55平方千米。當地共有人口1744人，而人口密度為每平方千米13人。